# Zigeunerzwangslager in Ravensburg

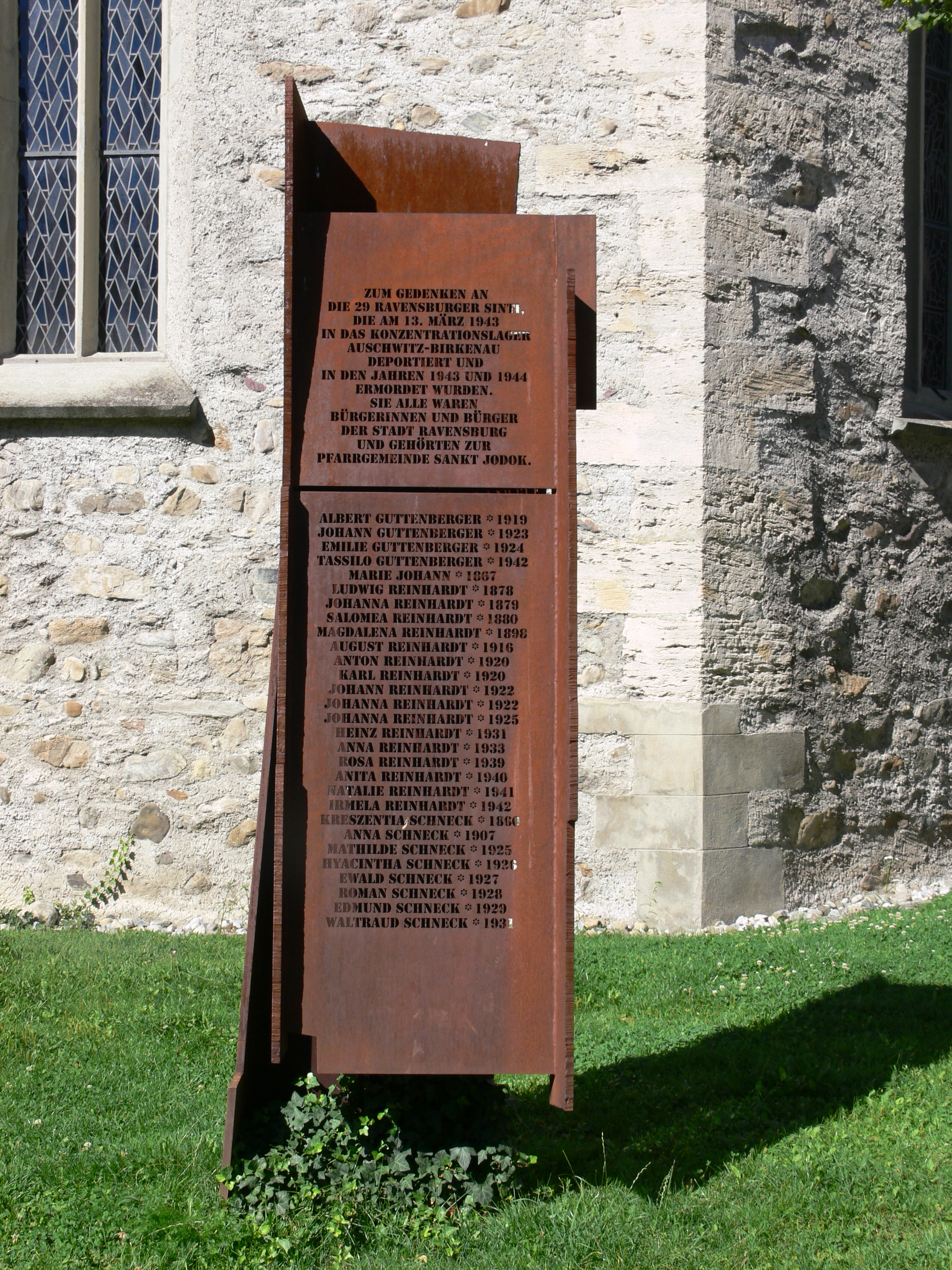
Am 27. Januar 1999 eingeweihtes Mahnmal zum Gedenken an aus Ravensburg deportierte und in Auschwitz ermordete Sinti aus Ravensburg vor der Kirche der Gemeinde Sankt Jodok, deren Mitglieder die Deportieren waren

Das so genannte Zigeunerzwangslager in Ravensburg war in der Zeit des Nationalsozialismus ein unter Polizeikontrolle stehendes städtisches Lager für Sinti, das mit Männern, Frauen und Kindern belegt war. 
Solche Lager wurden ab Mai 1935 reichsweit eingerichtet, mit Kriegsbeginn wurden sie dem Reichssicherheitshauptamt (RSHA) unterstellt. Kennzeichen dieser Lager waren unter anderem Zwangsarbeit, Freiheitsverlust und die Androhung von KZ-Haft bei Verstößen gegen die Lagerordnung. 34 Bewohner dieses Lagers wurden im März 1943 von Kripo und lokalen Polizisten ins „Zigeunerlager Auschwitz“ deportiert; nur wenige überlebten.

## Lager
Das Lager bestand aus eilig errichteten Baracken. Diese wurden an dem der Stadt gegenüberliegenden Ufer des Flüsschens Schussen auf einem Flurstück mit Namen Ummenwinkel platziert. Es war von einem zwei Meter hohen Stacheldrahtzaun umgeben, der von Hundeführern kontrolliert wurde. Die nächtliche Ausgangssperre, das Verbot Haustiere zu halten, Arbeitszwang und die permanente Kontrolle sollten dem Zweck dienen, „der Zigeunerplage Herr zu werden“, wie sich die verfolgenden Behörden ausdrückten. Weiterhin wurden für Bewohner des Lagers Sterilisationsverfügungen erlassen.
Der Mediziner Adolf Würth von der Rassenhygienischen Forschungsstelle untersuchte im April 1937 40 Personen und im Juli 1938 35 Personen in Ravensburg.

## Deportation 1943
Aus dem Lager und vom Bahnhof Ravensburg holten Kripo und lokale Polizisten am 13. März 1943 34 Kinder, Männer und Frauen ab und deportierten sie am 15. März 1943 vom Ravensburger Bahnhof über den Güterbahnhof Stuttgart in das „Zigeunerlager Auschwitz“. Hildegard Franz, die in Ravensburg aufwuchs, berichtet von der Deportation:

„Sie brachten viele, viele Menschen von überall her, es waren einige Hundert Menschen. Die Polizei und die Gestapo sind mit schußbereiten Gewehren auf und ab marschiert. Es kann sich niemand vorstellen, was sich dort abspielte. Noch am gleichen Tag ging unser Transport von Stuttgart nach Auschwitz, jetzt aber in Viehwaggons. Ich weiß nicht mehr, wie lange die Fahrt gedauert hat. Zwei oder drei Nächte waren es. Wir sind spät abends oder nachts, es war schon dunkel, in Auschwitz-Birkenau angekommen. Nach dem Öffnen der Waggons sah man überall die Scheinwerfer, die alles beleuchteten.“

Am 26. April 1943 teilte das Finanzamt Weingarten mit, dass die Versteigerung von „Hausrat der nach Auschwitz verschubten Zigeuner“ beantragt sei und die Räume ab nächster Woche zur weiteren Benutzung frei wären.

## Nach 1945
Überlebende kamen 1945 zu Fuß aus den befreiten Konzentrationslagern oder vom Todesmarsch bei Meerane befreit in ihre Heimat Ravensburg zurück.

Am 27. Januar 1999 wurde ein Denkmal für die 34 Ravensburger Sinti eingeweiht, die am 13. März 1943 von Ravensburg aus in das Konzentrationslager Auschwitz-Birkenau deportiert und in den Jahren 1943 und 1944 ermordet wurden. Der 27. Januar 1945 ist der Tag der Befreiung von Auschwitz.
Zudem wurden noch weitere Ravensburger Sinti im NS-Völkermord umgebracht. Manche flüchteten nach Österreich und wurden von dort deportiert. 
Der in Ravensburg geborene Anton Köhler wurde von der Kripo mit anderen Sintikindern von der St.-Josephspflege in Mulfingen nach Auschwitz-Birkenau deportiert.